# Dipturus whitleyi
Dipturus whitleyi  (лат.) — вид хрящевых рыб семейства ромбовых скатов отряда скатообразных. Обитают в умеренных водах восточной части Индийского океана и юго-западной части Тихого океана между 32° ю. ш. и 44° ю. ш. Встречаются на глубине до 170 м. Их крупные, уплощённые грудные плавники образуют диск в виде ромба с заострённым рылом. Максимальная зарегистрированная длина 170 см.

## Таксономия
Впервые вид был научно описан в 1938 году как Raja whitleyi. В некоторых источниках рассматривается как синоним Spiniraja whitley.

## Ареал
Эти батидемерсальные скаты являются эндемиками южного побережья Австралии. Встречаются на глубине от 131 до 170 м. Предпочитают мягкое дно.

## Описание
Широкие и плоские грудные плавники этих скатов образуют ромбический диск с треугольным вытянутым рылом и закруглёнными краями. На вентральной стороне диска расположены 5 жаберных щелей, ноздри и рот. На длинном хвосте имеются латеральные складки. У этих скатов 2 редуцированных спинных плавника и редуцированный хвостовой плавник.
Дорсальная поверхность диска серого или серовато-коричневого цвета с нерегулярными белыми пятнышками, вентральная поверхность белая или кремовая. Хвост короткий и приплюснутый. В лопаточной и затылочной области имеется ряд из 1—5 колючек. Хвост покрыт 1—3 рядами шипов. Орбитальные и маларные шипы отсутствуют. Аларные колючки втягиваются. Максимальная зарегистрированная длина 170 см.

## Биология
Подобно прочим ромбовым эти скаты откладывают яйца, заключённые в жёсткую роговую капсулу с выступами на концах. Эмбрионы питаются исключительно желтком. На этих скатах паразитируют цестоды Dollfusiella martini, Prochristianella clarkeae и Acanthobothrium blairi.

## Взаимодействие с человеком
Не представляют коммерческой ценности. Попадаются в качестве прилова. Международный союз охраны природы оценил охранный статус вида  Spiniraja whitle, синонимом которого признает Dipturus whitleyi, как «Уязвимый».